# 岭底乡 (乐清市)
岭底乡是中华人民共和国浙江省温州市乐清市下辖的一个乡。
2015年12月7日，浙江省人民政府批复同意调整芙蓉镇管辖范围，增设岭底乡，乡政府驻南充村。

## 行政区划
岭底乡下辖以下村级行政区划单位：
南充村、珠璋村、黄坦村、九龙村、潘公龙村、竹龙岙村、东田村、南山庵村、张庄村、屿山村、上岙村、𡺬崪村、新丰村、湖上垟村、茅坪村、泽基村、五亩田村、夏林头村和仰后村。